# 心筋梗塞
心筋梗塞（しんきんこうそく、英: myocardial infarction）は、虚血性心疾患の一つ。心臓の筋肉細胞に酸素や栄養を供給している冠動脈に閉塞や狭窄などが起きて血液の流量が下がり、心筋が虚血状態になり壊死してしまう症状。通常は急性に起こる「急性心筋梗塞（AMI）」のことを指す。心臓麻痺・心臓発作（英: heart attack）とも呼ばれる。
心筋が虚血状態に陥っても壊死にまで至らない前段階を狭心症といい、狭心症から急性心筋梗塞までの一連の病態を総称して急性冠症候群（acute coronary syndrome, ACS）という概念が提唱されている。

## 発症形式
- 急性心筋梗塞 (AMI:Acute Myocardial Infarction)   ：発症から3日以内
- 亜急性心筋梗塞 (SMI:Subsequent Myocardial Infarction)：発症から30日以内
- 陳旧性心筋梗塞 (OMI：Old Myocardial Infarction)   ：発症から30日以上

## 原因
冠動脈の血流量減少は、主に動脈硬化などの何らかの要因によって狭窄（きょうさく）を起こすことによる。この要因には冠動脈部分での粥種の破裂 (plaque rupture) や攣縮 (spasm) が深く関係するが、他にも梅毒性動脈炎が起こす冠動脈起始部狭窄、解離性大動脈瘤が冠動脈に進展して起こる閉塞、川崎病などによる冠動脈での血栓（塞栓）形成などもある。
RTIインターナショナルの研究者が現在までの発見をまとめており、血液型O型では心筋梗塞に、ほかの血液型より44%なりにくい。こうした研究は米国心臓協会のサイトに掲載されていたこともあり、20年以上の研究調査でO型の男女のリスクが低かった。

## 症状
強い胸部の痛みや苦悶感が生じ15分以上持続するが、虚血状態が解消されなければ数時間以上続く。顔面蒼白になり、冷や汗、徐脈、血圧の低下、脈拍の上昇などを伴い、意識不明に陥ることもある。そして、最悪の場合は、死に至る恐ろしい病である。
左心不全を伴う症例が多く、湿性ラ音が広範囲で聴取できるようになる。Killipらはこのラ音所見を重症度の判定表にまとめ、これはKillip表と言う。
75歳以上の高齢者や糖尿病などを併発している場合、患者の20%程度で痛みを伴わない無痛性心筋梗塞をおこすことがある。糖尿病患者では心筋梗塞を発症した患者の21%から41%が無痛性とされ、糖尿病を併発していない場合は、6%から15%との研究がある。痛みを感じなくなる原因は、脳血管障害や糖尿病性神経障害による自律神経障害が多いと考えられている。自覚症状がないまま心筋梗塞の病態が進行するため、発見時には既に重篤な状態（死亡も含む）となっている場合も多い。

## 発病因子
- 喫煙
- 高コレステロール血症（特に高LDLコレステロール血症）
- 糖尿病
- 高血圧
- 狭心症・心筋梗塞の家族歴
- 加齢（男性45歳以上、女性65歳以上）
- ストレス
- 肥満
- 男性＞女性
- 痛風（高尿酸血症）
- 血液透析
- 高ホモシステイン血症
- 歯周病

## 検査

### 心電図
心電図 (ECG) の所見としては ST上昇や異常Q波が特徴的であり、これがどの誘導肢に現れるかで梗塞部位や責任血管部位の診断が行える。もちろんミラーイメージの ST低下も含む。hyper acute T は臨床所見と組み合わせて判断する。
| 障害部位                       | ST上昇誘導                     | ST下降誘導（Reciprocal image) | 責任血管                                                              |
| ------------------------------ | ------------------------------ | ----------------------------- | --------------------------------------------------------------------- |
| 中隔（Septal）                 | V1, V2                         | （－）                        | 左冠動脈前下行枝（LAD）                                               |
| 前壁（Anterior）               | V3, V4                         | （－）                        | 左冠動脈前下行枝（LAD）                                               |
| 前壁中隔（Anteroseptal）       | V1, V2, V3, V4                 | （－）                        | 左冠動脈前下行枝（LAD）                                               |
| 前壁側壁（Anterolateral）      | V3, V4, V5, V6, I, aVL         | II, III, aVF                  | 左冠動脈前下降枝（LAD）、左冠動脈回旋枝（LCX）、左冠動脈主幹部（LMT） |
| 広汎前壁（Extensive anterior） | V1, V2, V3, V4, V5, V6, I, aVL | II, III, aVF                  | 左冠動脈（LCA）                                                       |
| 下壁（Inferior）               | II, III, aVF                   | I, aVL                        | 右冠動脈（RCA）、左冠動脈回旋枝（LCX）                                |
| 側壁（Lateral）                | I, aVL, V5, V6                 | II, III, aVF                  | 左冠動脈回旋枝（LCX）、左冠動脈主幹部（LMT）                          |
| 後壁（Posterior）              | V7, V8, V9                     | V1, V2, V3, V4                | 後下行枝（PDA）                                                       |
| 右室梗塞（RV）                 | II, III, aVF, V1, V4R          | I, aVL                        | 右冠動脈（RCA）                                                       |

### 心臓カテーテル検査
心臓カテーテル検査とは冠動脈の狭窄・閉塞を造影剤により描出する。侵襲を伴う検査でもあるが、病変描出に続いて、血管内治療である経皮的冠動脈形成術を行うことができる利点がある。

### 心臓超音波検査
心臓超音波検査（エコー）は、ごく軽度の心筋梗塞を検出する上で心電図や血清生化学検査に勝る簡便で最も有用な検査であり、心筋の壁運動低下を検出することにより診断する。ただし、心尖部や下壁に限局した梗塞の場合など、明らかな壁運動異常（asynergy）を検出しにくい場合もある。さらに副側血行路がある場合壁運動異常（asynergy）を呈さず、心電図も異常を示さず診断が困難になる場合も多々ある。
心筋梗塞による MR（僧帽弁閉鎖不全症）の有無の診断にも役立つ。三尖弁の圧格差（TRPG）を計測することで肺動脈圧を推定することが可能であり、心不全の評価にも役立っている。すでに壁運動低下部位が薄くなって輝度が亢進していればそれは陳旧性病変である。

### Swan-Ganzカテーテル検査
Swan-Ganzカテーテル検査では、静脈から差し込んだカテーテルを右心房・右心室を経由して肺動脈まで進め、ここでバルーンを用いて間接的に左心房の圧力（肺動脈楔入圧）を計測する方法が取られる。また、先端から冷水を注入してセンサーを用いた温度測定を行い、血流の量を知る方法もある。
これらで得た肺動脈楔入圧（mmHg）と心係数（CI、心拍出量/体表面積、L/分/m2）で分類したものがForresterの分類である。心係数2.2以下を末端循環不全、肺動脈楔入圧18以上を肺鬱血状態とし、それぞれの区分から重症度を判定し投与する医薬品の種類や治療法を定めている。

### 心筋シンチグラフィー
心筋梗塞はないか、血流の少ないところはないか、心筋は正常に動いているか、心臓の働きを果たしているかなどを調べる検査。シンチグラフィーとは、体内に投与したグルコースなど放射性同位体から放出される放射線を検出し、その分布を画像化したもの。陽電子放射型断層撮影法 (PET) と呼ばれる画像診断法の一つ。腫瘍（がん）や各種臓器の機能の診断にも使われる。また、核種の組織親和性を利用して、異所性胃粘膜の検出、甲状腺や唾液腺の検査にも使われる。
心筋梗塞の部位はテクネチウム-99mピロリン酸を取り込み、逆に正常な心筋はタリウム-201を取り込む性質を持つ。これを利用しシンチグラフィーを行えば心筋梗塞の進展具合を確認できる。

### 冠動脈造影CT
- 冠動脈造影CT

造影剤により冠動脈の形態を描出できる。64列マルチスライスCTによる冠動脈病変の描出は、感度 88%、特異度 96%、陽性的中率 79%、陰性的中率 98% との報告がある。特異度が高く、スクリーニングにおける除外診断に有用と考えられている。非定型的な狭心症疑いの患者を対象にしたランダム化対照試験を行い、最初に冠動脈CT検査を行うと、カテーテル冠動脈造影の施行が減る上、入院期間も短縮できると報告されている。

### 胸部レントゲン
胸部のX線検査は、心筋梗塞に対する特異的な所見は得られないが、重症度の判定や動脈瘤を除くための診断に用いられる。

### 血液検査
トロポニン
トロポニンTとIは非常に特異度が高く、発症3時間以上経過した心筋梗塞の診断に役立つ。トロポニンTとトロポニンIの測定キットには各製品にそれぞれ特徴があるが、総じてトロポニンIの方が感度・特異度のバランスに優れている。
H-FABP（=Heart-type fatty acid-binding protein =心臓型脂肪酸結合蛋白）
ラピチェックやラピッドチップ H-FABP(積水メディカル製造販売)などの迅速診断機器・試薬が日本では上市されている。
より早期（約1時間半）で、感度、特異度の高いという15分間で診断できるものも市販されている。ただし腎不全患者などでは心筋のダメージと関係なくTnT、H-FABPともに陽性になることがあることが知られている。
CK-MB
心筋特異性が高い。また心筋の障害（壊死）の程度を反映する。
特異的でないが必ずみられる所見として、最初に上昇する白血球、AST（GOT）、LDH、CK、ミオシン軽鎖 の上昇があり、それぞれ上昇し始めた時期は発症時間の予測に役立つ。
一般的な血液検査で異常をきたす時間は、白血球 2〜3時間、CK 2〜4時間、AST 6〜12時間、LDH 12〜24時間、CRP 1〜3日、ESR 2〜3日である。

## 治療

### 急性期
絶対安静が原則である。発症後急性期には致死的不整脈が容易に起こり死亡する危険性が非常に高い。また、虚血の時間が長引くほど心筋の死滅が進み心機能の不可逆的低下が進行していく。発病を疑った際は患者から目を離さず直ちに救急車を要請すること、患者の意識が消失し脈拍を触れない際には躊躇せず心臓マッサージを行うことが必要である。機能的な心停止に陥った際には3分から5分以上の無処置は社会復帰率をほとんど無にしてしまう。救急隊の到着を待たず直ちに救命処置（心臓マッサージなど）を開始する必要がある。
心筋梗塞は、心筋に対する相対的・絶対的酸素供給不足が原因であり、安静にして酸素吸入を行う。また鎮痛および体の酸素消費低下目的で、モルヒネを投与する場合もある。急性期には心筋梗塞の病巣拡大を防ぐことが最大の目的となる。一般的に「モルヒネ」「酸素吸入」「硝酸薬」「アスピリン内服」などが中心に行われ、Morphine, Oxygen, Nitrate, Aspirinの頭文字をとって「MONA（モナー）」という名称で心筋梗塞の応急処置（First Aid）として知られている。
発症から2時間を経過すると急速に壊死が進行していくが、6時間以内の心筋梗塞の場合、積極的に閉塞した冠動脈の再灌流療法を行うことで、心筋の壊死範囲を縮小可能である。これに限らず、発症から24時間以内の症例では、再灌流療法を行う意義が高いとされる。大別してカテーテル的治療 (PTCA, PCI) を行う場合と、血栓溶解療法 (PTCR) がある。日本では、PCIの可能な施設も多く、急性期であればPCIが行われることが多い。ただし、動脈を介した検査・処置であることから合併症も多い。特に心電図上STの上昇が見られた場合、如何に早くPCIを行うかが重要であるが、救急搬入後直ちに同療法を行える体勢を取っている病院は、心臓病治療の先進国である米国でもわずかである。
狭窄部位が3つ以上であった場合などに、緊急冠動脈バイパス術 (CABG) が行われる施設もある。PCI と CABG を比較すると PCI では25〜30%再狭窄をきたすとされていたため、1枝病変であっても CABG に優位性があるという説もある。しかし、2004年から薬剤溶出性ステント (Drug-eluting stent, DES) が保険適応となり、PCI の成績向上が期待されている。

### 安定期
急性期にインターベンションが成功すると、比較的予後は保たれることが多い。安定期には安静、内服加療が中心となり、疾患の特徴上糖尿病、高血圧、高脂血症、コレステリン塞栓症などが併存することが多いため、これらに対する検査・加療、患者教育などが中心となる。
インターベンション不成功例、発症から時間が経過していた例などは下記の様な合併症を生じることが多い。

## 合併症
狭窄が生じた冠動脈の部位と発生からの時間で大まかに分別される。

### 不整脈
心筋梗塞による急性期の死亡の多くは発症後の不整脈による。急性期24時間以内に最も多く発生し、心筋梗塞の死因の第1位である。
期外収縮
ほとんどに合併する。
心室細動
左冠動脈 (LCA) 梗塞で特に前壁梗塞に生じやすい。発症後数時間以内に生じるものが多い。致死的な合併症である。
房室ブロック
房室結節は、ほとんどが右冠動脈からの血流で灌流されているため、右冠動脈閉塞によって起こる下壁心筋梗塞に伴って房室ブロックが発生しやすい。洞房結節そのものが障害されると Sick Sinus Syndrome (SSS) をおこしうる。

### 心不全
頻度は低いが、心不全は発症すると死亡率が高い。Swan-Ganzカテーテルで心機能を評価する Forrester分類に応じ、対症的に治療する。

### 乳頭筋断裂
発症数日後に生じることが多く、右冠動脈 (RCA) 梗塞の下壁梗塞に生じることが多い。たいていは発症すると重篤な僧帽弁閉鎖不全を伴い、心不全の原因となる。治療として CABG をおこなう場合は、同時に僧帽弁置換術をおこなうこともある。

### 心破裂
心筋が壊死し、心臓の血圧に耐えられずに外壁が破裂する症状。基本的にこれが起こると失血と心タンポナーデによって即死となる場合が多く、救命は極めて困難である。ちなみに右心室と左心室の間に穴が開くことを心室中隔穿孔という。

### 心室瘤
心室瘤は、左冠動脈前下降枝 (LAD) 梗塞の結果として心尖部に生じることが多い。心筋梗塞治療後も遷延する ST上昇の原因の一つである。破裂しやすく、心タンポナーデの原因となる。

### Dressler症候群（心筋梗塞後症候群）
Dressler症候群とは心筋梗塞の発症数週間後に生じる自己免疫性心外膜炎。

## 予後
致死率は30〜50％と非常に高い。そのほとんどは急性期に生じる致死性不整脈や心原性ショックを合併した例である。発症後2時間以内の致死率が特に高いため、それを乗り切れば救命できる確率も高くなる。